# 비밀병기 그녀
《비밀병기 그녀》는 2015년 6월 19일부터 2015년 9월 4일까지 MBC every1에서 방송되었던 텔레비전 예능 프로그램이다.

## 출연자
진행자
- 데프콘
- 장수원
- 붐

비밀병기 10인
- 예린
- 다혜
- 앨리스
- 솔빈
- 박시현
- 다예(탈락)
- 지수
- 민희
- 재이(탈락)
- 다은
- 차오루
- 태하

## 방영목록
| 회차   | 방송일          | 비고 |
| ------ | --------------- | ---- |
| 제1회  | 2015년 6월 19일 |      |
| 제2회  | 2015년 6월 26일 |      |
| 제3회  | 2015년 7월 3일  |      |
| 제4회  | 2015년 7월 10일 |      |
| 제5회  | 2015년 7월 17일 |      |
| 제6회  | 2015년 7월 24일 |      |
| 제7회  | 2015년 7월 31일 |      |
| 제8회  | 2015년 8월 7일  |      |
| 제9회  | 2015년 8월 14일 |      |
| 제10회 | 2015년 8월 21일 |      |
| 제11회 | 2015년 8월 28일 |      |
| 제12회 | 2015년 9월 4일  |      |